# ソード・ワールドRPGリプレイ第1部
ソード・ワールドRPGリプレイ第1部（ソード・ワールドアールピージーリプレイだいいちぶ）は、『月刊ドラゴンマガジン』1988年11月号に初出し1989年から1990年まで連載された、テーブルトークRPG (TRPG) 『ソード・ワールドRPG』のリプレイ作品。全3巻9話。リプレイ第1部、スチャラカ冒険隊編とも称される。新装版はスチャラカ編と正式に銘打たれた。ゲームマスター (GM) は山本弘。イラストレーターは草彅琢仁。
プレイヤー・キャラクター (PC) は、ザボ、ケッチャ、ユズ、ディーボ、アリシアン、ケインの6人。

## 概要
後にグループSNEの代表作となるTRPG『ソード・ワールドRPG』のリプレイシリーズの第1作である。『月刊ドラゴンマガジン』1988年11月号に掲載された「呪われた地下神殿」（文庫発売時に「冒険者たちの序曲（プレリュード）」へ改題）は、当初はその1回だけで終了する単発作品の予定であったようだが、同誌1989年2月号から同じGMとPC（プレイヤーも同じ）によって正式に雑誌連載が開始された。
当時は、特にコンピュータRPGにおいて、モンスターと言えば「倒して経験値を稼いでキャラクターを成長させるためのもの」との認識が一般的だった時代であり、GMの山本はこの風潮を憂えていた。そのような時代へのアンチテーゼとして生まれたのが、本作の第6話『モンスターたちの交響曲（シンフォニー）』である。「閉鎖環境で人間によって育てられ、敵意を持たず人間と共存可能な状態になりつつあるモンスター達と、一般的な正義感から彼らを討伐しようとするファリス神官達と、その間に立って苦悩するPC達」というこのシナリオは賛否両論を巻き起こし、当時のTRPGプレイヤーに強い印象を与えた。ただし、本作によって「好印象のモンスター、悪印象のファリス神官」が流行したことは、同じく山本の作品である『サーラの冒険』を経て「善良なファラリス信者」が流行したことと合わせて、長らく制作者側の悩みの種ともなった。この風潮の改善はバブリーズ編のNPCであるクレア・バーンロード、へっぽこーず編のPCであるイリーナ・フォウリーの登場まで待たなければならなかった。
作品のスタイルとしては、特に第1話については地の文がやや多めである。第1話の発表時はまだルールブックが発売されておらず、ゲームシステム面の説明が多くなったためである。また、本作で使用されたプレイヤーの発言が「 」（かぎ括弧）で書かれ、キャラクターとしての台詞がさらに『 』（二重かぎ括弧）になるという記述スタイルは、長くソード・ワールドRPGリプレイシリーズで統一的に使用されたが、後に清松みゆきが読みづらいと指摘している（アンマント財宝編『大迷宮に勇者が挑む』より）。新ソード・ワールドRPGリプレイ（ヘッポコーズ編）以降は、清松の提案に従って「キャラクターの台詞のみ括弧つき」に変更された。
現在まで続く『ソード・ワールドRPG』普及の牽引役の1つとして、さらに日本のTRPG出版業界における「新製品をリプレイで紹介し、商業ベースの単行本として発売する」という日本独自の慣習を生み出した作品として、大きな影響力を与えた。
各話のサブタイトルは山本ではなく担当編集者の命名である。後の方になると音楽ネタが尽きてきて苦しくなったという。

## あらすじ
フォーセリアの冒険者たちが「冒険者の店」という名の酒場に集まるように、GMと6人のプレイヤーはとある合宿所の一室に集まっていた。6人の個性的なPCがその場で作成され、装備を揃え（キャラクターメイキング）、セッションは開始された。舞台はフォーセリア西部諸国にある「大きな街」（その後、「リファール」という都市国家に決定）。彼らの最初の仕事は「大掃除」、すなわち放棄された古い寺院に棲み付いた妖魔ゴブリンの退治。しかし、中にいたのはゴブリンだけではなかった……!!

## 登場人物

### プレイヤーキャラクター
「スチャラカ冒険隊」は、当シリーズのPCたちの通称。由来は第6話でアリシアンが発した台詞から。
- ザボ＝ン
- ケッチャ
- ユズ（ユージィ・マヌエル）
- ディーボ・レンワン
- アリシアン
- ケイン・クレンス

なお、ディーボとケインのプレイヤーは男性、他の4人は女性であり、GMを含めても女性の方が多い。女性のRPG人口がまだ少なかった当時としては画期的であった。

### ノンプレイヤーキャラクター
GMが演じるキャラクター(NPC)。

#### リファール王国
フリック
ファリスの神官。第1話の依頼人。アドリブで命名された。
リュキアン・ラジール
「夢見る都」リファールの美しき王女。19歳（新王国暦521年時点）。父王が3年前に急死したため、若くして急遽後を継いだ（リファールでは女性君主が独身である場合は「女王」と呼ばれない）。物腰優雅で心優しく、国民からは人気があるが、世間知らずでお人よしの面があるため、政治手腕についてはいまひとつだと言われている。実は君主としては少々困った癖を持っている。
ジェライラ・フェルス
リュキアンの側近。少数精鋭主義のリファール騎士団において、現在唯一の女性騎士。若く新人ながら戦士としての腕は確か。恋人有り。
ビド・オレイアス
リファールの大蔵大臣。リュキアンの祖父の頃から王家に仕える忠臣。その政治的手腕は確かだが、やや民衆に対する慈悲に欠けるきらいがあり、そのたびにリュキアンと衝突している。ただし決別に至るほどではなく、為政家としてリファールの繁栄を望んでいるのも確かであり、私欲などは微塵もない。
グラニード
リファールの盗賊ギルドマスター。通称「影の大臣」。61歳（新王国暦521年時点）。配下には百人近い盗賊がいる。金銭面にはうるさく悪知恵が働くが、会費をきちんと納めた者に対しては親切であり、盗賊ギルドの関係者の中ではそれほどの悪党ではない。
自身のポリシーとして「麻薬と奴隷売買には絶対に手を出さない」ことを挙げており、万が一自分の手下で破るものがあれば容赦ない制裁を行う。一説によれば、昔大事な息子を麻薬中毒で亡くしたことがあり、それからこの不文律を守る様になったらしい。
結果的にそれが、ドレックノールと地理的に近いリファールの秩序を保っている面があり、通称の意味・由来の一つとなっている。
バーナス
リファールで評判を取っている興行師。ただし団員に対する給料の支払いが滞りがちで不満を抱かれている。実は彼はライヴェルの理想に共鳴して彼女の事業を後援しており、そのため金を必要としていた。
ライヴェル
女性神官。彼女の信仰は自然崇拝的な教義で、マーファとは異なる。デルヴァの森である事業を試みている。

#### ラバン王国
フォルク・ブリード
「新しき街」ラバンの国王。なかなかのハンサムではあるが同時に女たらしでも有名で、正式な結婚をしていないにもかかわらず、隠し子は十人を下らないと噂されている。そこさえ目を瞑るなら為政者としての手腕はそれなりで、大きな満足も与えないがひどい不満も出さない程度の統治能力はある。
ナイトウィンド
タイデルやラバンを中心に活動する、古代語魔法を使う女盗賊。本名はシャルミナ。元々は貴族の令嬢で、物静かな性格であったのだが、ダバールに連れ出されて裏家業を歩んでいるうちに性格が変化し、現在は非常に勝気で強気。仕事の時は露出度の高い格好をしていることでも有名。容姿はケッチャと瓜二つで、一度ケッチャが人違いで逮捕されそうになって以来、彼女から冗談交じりで「お姉様」と呼ばれている。後に新ソード・ワールドRPGリプレイWaltzにも登場、吟遊詩人に歌われている。なお、ソード・ワールドPCやソード・ワールドSFCの第1作に登場するNPCのナイトシェードは妹。
ダバール
盗賊。魔術師見習いだったシャルミナを誘拐同然に連れ出し、裏家業に引き込んだ張本人。ナイトウィンドとは恋仲だが、女たらしで浮気性のため、時々雷を落とされている（文字通り「ライトニング」の呪文で!）。彼らの掛け合い（第2話「盗賊たちの狂詩曲」）が本シリーズの方向性を決定づける一因となった。

#### ドレックノール王国
ドルコン
盗賊都市ドレックノールの盗賊ギルドマスターで、ドレックノールの実質的な支配者。まごうことなき悪党であり、悪賢く残忍。ドレックノールの闇の世界全てに通じているといわれるほどの大物。好色家でもあり、母親違いの子供を十数人産ませている。敵対する者も多く、中でもリファールの盗賊ギルドマスター・グラニードとは犬猿の仲。
シャドーニードル
ドレックノールの盗賊ギルドに所属する暗殺者の少女。本名はレアン。容姿は「かなり可愛い」とGMに表現されており、それゆえに彼女を暗殺者として警戒することは難しい。幼少時から毒を投与され続けており、現在ではほとんどの毒に耐性を持つ。それどころか全身が猛毒を帯びているため、血液などを他人に擦り付けるだけで殺すことができる。反面、身体が毒に馴染み過ぎてしまったため、定期的に少量の毒を摂取しないと生きていけない上、解毒の魔法をかけられると絶命のおそれがある。
性根は優しく、「醜い」ことで人から軽蔑されていたジャールに対等の関係で接しており、暗殺者という自分の稼業にも嫌気が差している。
ジャール
ドレックノールの盗賊。醜い隻眼の小男。シャドーニードルをお嬢様と呼んで慕い、彼女のサポート役を務める。

#### タラント王国
カール・クレンス
ケインの父親。タラント王国のエルフ集落の族長代理。息子を折檻する際に「スネア」「ホールド」などの魔法を使用する妙な父親として有名で、彼の人格形成に多大な影響を与えている。
エルディー・ナインズ
ケインの幼馴染のエルフで、族長ファミラ・ナインズの息子。まじめな好青年であり、ケインは劣等感を抱いていた。現在は国王の使者として働いている。

## 1ゾロ
ソードワールドRPGの行為判定において、1のゾロ目（1ゾロ）は自動的失敗を意味する。本リプレイでは、何度か絶妙なタイミングで1ゾロが出ており、ゲームマスターの山本は読者が信用するか心配していた。
プレイヤーの座談会中に話題になったものには以下のようなものがある（すべてケッチャの行為判定）。
乗馬
「盗賊たちの狂詩曲」内のシーン。馬に乗ろうとして、同乗していたダバールとともに落馬した。
鍵開け
「王の都の小夜曲」内のシーン。シーフ2人が鍵開けに失敗した後、魔法で開けようとして失敗。この回は判定で小さい目が出ることが多く、1ゾロもこの時点で3回目である。
おしおき
「王の都の小夜曲」のラストシーン。王女に抱きつかれたザボに嫉妬し攻撃魔法を放とうとして失敗。
料理
「氷原に響く交声曲」内のシーン。料理の出来栄えを判定するルールが存在しないため、とりあえずサイコロを振らせたところ、一口口にして絶句するような代物になった。

## 作品一覧
- ソード・ワールドRPGリプレイ集（旧版）
  1. 『盗賊たちの狂詩曲（ラプソディ）』 ISBN 4-8291-4238-3
    - 第1話 冒険者たちの序曲（プレリュード）
    - 第2話 盗賊たちの狂詩曲（ラプソディ）
    - 第3話 ミノタウロスの輪舞曲（ロンド）
    - 第4話 王の都の小夜曲（セレナーデ）

  2. 『モンスターたちの交響曲（シンフォニー）』 ISBN 4-8291-4243-X
    - 第5話 悪党に捧げる鎮魂歌（レクイエム）
    - 第6話 モンスターたちの交響曲（シンフォニー）

  3. 『終わりなき即興曲（トッカータ）』 ISBN 4-8291-4250-2
    - 第7話 氷原に響く交声曲（カンタータ）
    - 第8話 暗殺者の譚詩曲（バラード）
    - 第9話 終わりなき即興曲（トッカータ）
    - 座談会 勇者の終楽章（フィナーレ）
- ソード・ワールドRPGリプレイ集スチャラカ編（新装版）
  1. 『盗賊たちの狂詩曲（ラプソディ）』ISBN 4-8291-4476-9
  2. 『モンスターたちの交響曲（シンフォニー）』 ISBN 4-8291-4481-5
  3. 『終わりなき即興曲（トッカータ）』 ISBN 4-8291-4482-3
- 小説 
  - 『スチャラカ冒険隊、南へ』 編/安田均・山本弘 ISBN 4-8291-2466-0
    - 『スチャラカ冒険隊、南へ』 著/山本弘
    - 『かくもささやかな凱歌（トライアンファル・ソング）』 著/葛西伸哉
    - 『子供たちはくじけない』 著/友野詳
    - 『真実の鏡』 著/中川政博
    - 『見えすぎた目』 著/清松みゆき

上記のほか、『ソードワールドSFC2』とその主軸シナリオの小説化作品である『自由人の嘆き』下巻、また『ソード・ワールドRPGアドベンチャー』に、スチャラカ冒険隊がゲストキャラクターとして登場している。
また、短編集収録のノベルには、本シリーズのサブキャラクター（ジェライラ、ナイトウィンド、シャドーニードル）を主人公としたスピンオフ作品が存在する。